# Linyphia textrix
Linyphia textrix är en spindelart som beskrevs av Charles Athanase Walckenaer 1842. Linyphia textrix ingår i släktet Linyphia och familjen täckvävarspindlar. Inga underarter finns listade i Catalogue of Life.